# Марі (фільм, 1985)
«Марі» (англ. Marie) — американський біографічний фільм 1985 року, в головній ролі Сіссі Спейсек.

## Сюжет
Середина 1970-х. Марі Раггіанті, колишня голова Комітету Теннессі з питань помилування та умовно-дострокового звільнення звільнена з посади після відмови звільнити в'язнів, від імені яких хабарі були сплачені помічникам губернатора Рея Блентона.

## У ролях
| Актор         | Роль            |
| ------------- | --------------- |
| Сісі Спейсек  | Марі Раггіанті  |
| Джефф Денієлс | Едді Сіск       |
| Морган Фрімен | Чарльз Траубер  |
| Ліза Бейнс    | Тоні Грір       |
| Кіт Сарабачка | Кевін МакКормак |
| Фред Томпсон  | Фред Томпсон    |

## Зовнішні посилання
- Marie на сайті IMDb (англ.)
- Marie на сайті Rotten Tomatoes (англ.)
- Marie на сайті Box Office Mojo (англ.)
- Review by Roger Ebert
- Review in The New York Times